# Gynoplistia heroni
Gynoplistia heroni är en tvåvingeart som beskrevs av Alexander 1929. Gynoplistia heroni ingår i släktet Gynoplistia och familjen småharkrankar. Inga underarter finns listade i Catalogue of Life.